# Камарма-де-Естеруелас
Камарма-де-Естеруелас (ісп. Camarma de Esteruelas) — муніципалітет в Іспанії, у складі автономної спільноти Мадрид. Населення — 6610 осіб (2010).
Муніципалітет розташований на відстані близько 31 км на північний схід від Мадрида.
На території муніципалітету розташовані такі населені пункти: (дані про населення за 2010 рік)
- Камарма-де-Естеруелас: 6261 особа
- Алькамар: 0 осіб
- Ель-Практіканте: 349 осіб

## Демографія
Динаміка населення (INE ):

## Галерея зображень

Розташування муніципалітету у автономній спільноті Мадрид
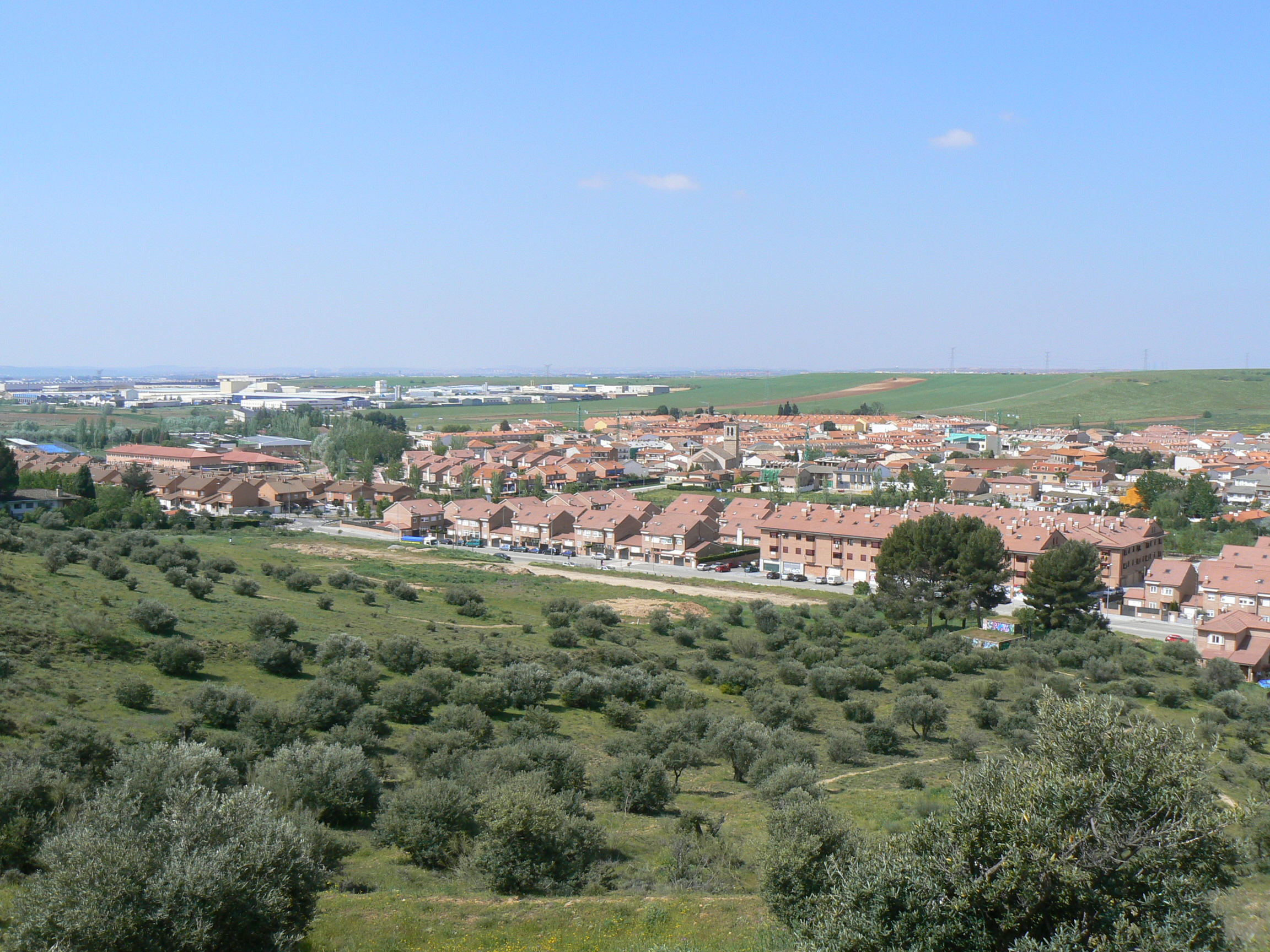
Панорама міста Камарма-де-Естеруелас
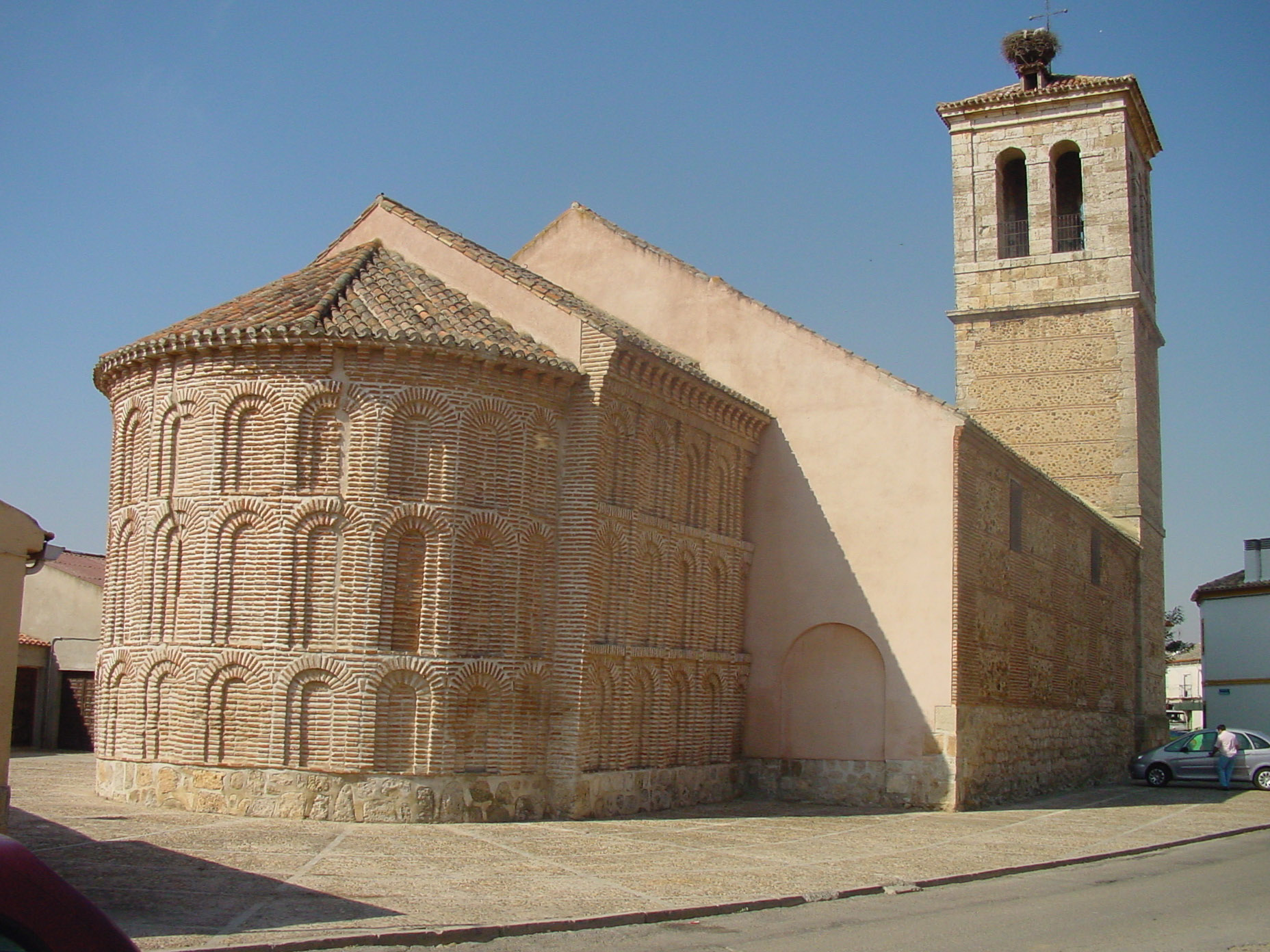
Церква Сан-Педро